# Rubielos de la Cérida
Rubielos de la Cérida és un municipi d'Aragó situat a la província de Terol i enquadrat a la comarca de Jiloca a 79,9Km de Terol. Aquest municipi consta de 53 habitants (INE 2008)